# Limp Bizkit
Limp Bizkit američki je nu metal bend iz Džeksonvila. Bend čine Fred Durst(vokal), Ves Borland (gitara), Sem Rivers (bas) i Džon Otto (bubnjevi). Osnovan 1994. godine, Limp Bizkit je počeo sa svirkama u podzemlju džeksonvilske muzičke scene sredinom ’90-ih godina, a svoj debi album Three Dollar Bill, Yall$ izdaje 1997. godine. Do danas, Limp Bizkit je prodao više od 34 miliona albuma širom sveta.
Borland je napustio grupu 2001, a Durst, Rivers, Otto i „Lethal” su nastavili da rade sa gitaristom Majkom Smitom. Nakon izdavanja albuma Results May Vary (2003), Borland se ponovo pridružio bendu i snimio ep The Unquestionable Truth part 1(2005) zajedno sa Durstom, Riversom, Lehal-om i bubnjarem Samijem Siglerom, pre odlaska celog benda na četvorogodišnju pauzu (engl. hiatus) u razdoblju 2005—2009. Godine 2009, prvobitni sastav benda se ponovo ujedinio i izdao album Gold Cobra (2011).

## Istorija

### Formacija i rane godine (1994–96)
Fred Durst je odrastao u Džeksonvilu, gde se interesovao za breakdancing, hip hop, punk rock i heavi metal. Dok je kosio travnjake i radio kao tattoo umetnik, razvio je ideju za bend koji je kombinovao elemente roka i hip hopa. Durst je svirao sa još tri benda, Split 26, Malachi Sage, koji su bili neuspešni, i 10 Foot Shindig, koji je Durst napustio da formira novi bend. Durst je rekao Semu Riversu, basisti Malachi Sage, "Moraš da napustiš ovaj bend i pokreneš sa mnom rep metal bend." Rivers je predložio da njegov rođak, John Otto, koji je studirao jazz muziku u Douglas Anderson School of the Arts, postane njihov bubnjar. Durst, Rivers i Otto su zajedno napisali tri pesme, a Ves Borland se kasnije pridružio kao gitarista.
Durst je nazvao bend Limp Bizkit jer je želeo ime koje će odbiti slušaoce. Prema Durstu, "ime je tu da se ljudi začude. Mnogi ljudi pogledaju disk i kažu," Limp Bizkit. Oh, oni mora da su loši. "Druga imena koja su razmatrali su Gimp Disco, Split Dickslit, Bitch Piglet i Blood Fart. Svaka izdavačka kuća koja je pokazala interes za bend vršila je pritisak na članove da promene ime.Limp Bizkit je razvio lokalnu fan bazu na underground sceni, posebno u Milk Baru, podzemnom punk klubu u Jacksonville-u. Lokalna popularnost benda bila je takva da je Sugar Ray, koji je imao ugovor u velikoj izdavačkoj kući, bio predgruga za tada nepotpisan Limp Bizkit,sa hip hop grupom Funkdoobiest. Vlasnik Milkbara, Danni Vimmer, izjavio je da je Limp Bizkit "imao preveliku publiku za lokalni bend. Prešli su sa sviranja za deset ljudi na osam stotina za par meseci. Fred ... je uvek reklamirao bend.Međutim, bend je znao da će se za postizanje nacionalnog uspeha morati razlikovati od drugih bendova sa svojim nastupima uživo . Bend je imao energične nastupe uživo, obrađujući "Faith" Georgea Michaela i "Straight Up" Paula Abdul, i prikazujući Borlanda u bizarnim kostimima.Pozorišni rock stil Borlanda bio je primarna atrakcija za mnoge fanove na koncertu.
Durst je bezuspešno pokušao da privuče pažnju predstavnika A&R raznih produkcijskih kuća pretvarajući se da je menadžer benda. Kasnije, kada je Korn nastupio u gradu kao predgrupa za Sick Of It All, Durst je pozvao Korn ma piće i tetovirao ih je. Iako Durstove tetovaže nisu bile impresivne, uspeo je uveriti Reginalda "Fieldy" Arvizu da sluša demo, koji se sastoji od pesama "Pollution", "Counterfeit" i "Stuck". Korn je dodao tada nepotpisan Limp Bizkit na dve turneje, koje su grupu izložile novoj publici. Bend je pokušao da proširi svoj zvuk dodavanjem još jednog gitariste, ali Borland je ubrzo utvrdio da drugi gitarista nije potreban, a DJ Lethal, nekada iz grupe House of Pain, pridružio se bendu kao dj posle uspešne probe . Ulazak u bend je dao Lethal-u priliku da eksperimentiše sa svojom tehnikom gramofona na način na koji mu hip-hop nije dozvolio da uradi, pomažući u oblikovanju stila benda. Zbog kreativnih razlika, Borland je napustio bend u ovom trenutku.

### Three Dollar Bill, Yall (1997–98)
Nakon otvaranja koncerta za Korn u Hollivoodu, Limp Bizkit je potpisao ugovor za Mojo, podružnicom MCA Recordsa. Dok su odlazili u Kaliforniju da snime svoj prvi album, bend je imao saobraćajnu nesreću . Kao rezultat iskustva bliske smrti, Durst se pomirio sa Borlandom, koji se ponovo pridružio bendu. Nakon spora sa produkcijskom kućom, Limp Bizkit je potpisao ugovor za Flip, podružnicom Interscope Records. Arvizu je ubedio Rossa Robinsona da sluša demo. Robinson je zanemario da ga sluša dok ga njegova djevojka nije procenila. Impresioniran motivacijom i zvukom benda, Robinson je producirao debi Limp Bizkita, koji je snimljen na Indigo ranču. Durstovi problemi sa svojom devojkom inspirisali su ga da napiše pesmu "Sour". Raspoloženje i ton koji je postavio Robinson u studiju omogućio je bendu da improvizuje; snimak improvizacije benda se pojavio kao poslednja pesma na albumu "Everything".
Uprkos uspehu uživo nastupa obrade Georgea Michaela "Faith", Robinson se usprotivio snimanju pesme i pokušao da ubedi bend da ga ne stavlja na album. Međutim, finalni snimak pesme ga je impresionirao. Robinson se takođe povezao sa Borlandom, za koga je smatrao da ne shvata ozbiljno bend. Progresivni metal bend Tool dao je snažan uticaj na oblikovanje zvuka albuma, posebno u pesmi "Nobodi Loves Me", koja sadrži slom u kojem je Durst oponašao stil pevanja Maynarda Jamesa Keenana.
Nastavljajući politiku benda da koristi imena koja će odbiti potencijalne slušaoce, bend je imenovao album upotrebom dela fraze "queer as a three dollar bill” i dodavanjem reči "Y'all" za ukus Floride, imenovanje albuma, Three Dollar Bill, yall. Završeni album sadrži abrazivni, ljuti zvuk koji je Limp Bizkit koristio kako bi privukao slušaoce na njihovu muziku. Nakon što je bend završio snimanje, 1997. godine imali su turneju sa Korn i Helmet. Kritičari su nepovoljno reagovali na nastupe Korna i Limp Bizkita; Iste godine, takođe su bili predgruga za Faith No More, bend koji se često pripisivao kao veliki uticaj na Limp Bizkit i žanr nu metala. Klavijaturista grupe Roddi Bottum kasnije se prisetio: "Taj momak Fred Durst je imao veoma loš stav. Bio je nekakav kreten. Setio sam se da je nazvao publiku pederima u jednoj emisiji kada su ga izviždali.".
Interscope je predložio bendu da produkcijska kuća plati 5.000 dolara kako bi se garantovalo da radio stanice u Portlandu, Oregon, pušta pesmu "Counterfeit" pedeset puta.Plaćeno vreme emitovanja je kritikovano od strane medija, koji su ga smatrali mitom. Menadžer benda Jeff Kvatinetz kasnije je taj plan nazvao "briljantnim marketinškim potezom".Durst je izjavio: "Uspelo je, ali nije tako kul."Nakon što je "Counterfeit" objavljen kao singl "Three Dollar Bill, Yall” je objavljen 1. jula 1997. AllMusic pisac Stephen Thomas Erlevine je napisao: "Možda nemaju mnogo originalnih ideja ... ali dobro zvuče. Imaju moćnu ritam sekciju i nezaboravne refrene, od kojih većina nadoknađuje neujednačeno pisanje pesama." Robert Christgau je objavio album. Uprkos minimalnom odgovoru na album njegovog benda, Durst je imenovan za višeg potpredsednika A&R u Interscope-u.
1998. Limp Bizkit je gostovao na turneji sa Soulfly-om i Cold-om. Konstantne turneje povećale su uspeh Limp Bizkita, a drugi singl sa Tri Dollar Bill, Yall obrada "Faith" Georgea Michaela, postao je uspešan radio hit, dovodeći do mesta na Ozzfestu, turneje koju su organizovali Ozzy i Sharon Osbourne. U julu, pevač Snot-a Linn Strait uhapšen je nakon što se pojavio go na konceru Limp Bizkit-a, i optužen je za nepristojno izlaganje. Pošto su fanovi Limp Bizkita često probijali barikade, bend je skoro dva puta bio izbačen sa turneje. U avgustu je John Otto proveo noć u zatvoru u Auburn Hillsu, u Mičigenu, zbog nošenja skrivenog oružja, nakon što je navodno pucao iz pištolja i uhapšen zbog nošenja noža.
Nakon završetka Ozzfesta, Limp Bizkit je napravio pauzu od nastupa, a kasnije nastupilo na Korn-ovoj turneji Famili Values Tour. Durst je režirao i muzički spot za singl pesme "Faith" u promociji za njeno pojavljivanje u filmu Very Bad Things, ali nije bio zadovoljan i režirao je drugi video koji je odao počast bendovima kao što su Primus, Deftones i Korn, koji su se pojavili u video snimku. Borland je u jednom intervjuu izjavio da je George Michael, pisac pesme, mrzeo obradu i "mrzeo nas zbog toga".

### Significant Other (1999–2000)
Prateći radio uspeh "Faith", bend je bio odlučan da snimi naslednika njihovog prvog albuma kako bi pokazao da nisu kopija Korn-a ; bend je počeo da piše album koji se bavio problemima koji su proistekli iz njihove nove slave. Terri Date, koji je producirao albume za Panteru, White Zombie i Deftones, izabran je za produkciju albuma. Bend je dozvolio Durst-u i Lethal-u da istraže svoje hip hop poreklo snimanjem pesme sa Method Man-om. Pesma je prvobitno bila nazvana "Shut the Fuck Up", ali je preimenovana u "N 2 Gether Nov" u marketinške svrhe. Durst je takođe snimio pesmu sa Eminemom, "Turn Me Loose", ali je izostavljnea sa albuma. Na albumu su nastupili i pevač Stone Temple Pilots-a Scott Weiland, Korn-ov Jonathan Davis i pevač Staind-a Aaron Lewis.Sa Significant Other Limp Bizkit je dostigao novi nivo komercijalnog uspeha; bend je bio predstavljen na naslovnicama popularnih muzičkih časopisa, uključujući i Spin, bendu je bilo dozvoljeno da direktno komunicira sa svojim fanovima na veb stranici koju je osnovao Dike 99. Durst se takođe preselio iz Džeksonvila u Los Anđeles. Significant Other je viđen kao poboljšanje u odnosu na njihov debi, i uglavnom je dobro prihvaćen od strane kritičara sa mešovitim i pozitivnim kritikama. Međutim, bend je i dalje kritikovan od strane medija; članak koji je profilisao bend u Spinu i diskutovao o Significant Other tvrdio je da "Limp Bizkit još nije napisao dobru pesmu", a muzičari Marilin Manson i Trent Reznor kritikovali su bend.
Bend je promovisao album svirajući nenajavljene koncerte u Detroitu i Čikagu, dok su radio stanice primile veliki broj zahteva za prvi singl albuma "Nookie". Significant Other se popeo na broj 1 na Billboard 200, prodavajući 643.874 kopije u prvoj nedelji objavljivanja. U svojoj drugoj sedmici objavljivanja, album je prodat dodatnih 335.000 primeraka. Na otvaranju turneje Limptropolis sa Kid Rockom, Sam Rivers je polomio svoj bas u frustraciji zbog lošeg zvuka u dvorani, posekavši ruku. Nakon što mu je ruka zašivena u bolnici, Rivers se vratio da završi set. Durst je 12. jula navodno šutnuo čuvara u glavu tokom koncerta u St. Paulu u Minesoti, a kasnije je uhapšen zbog optužbi za napad. Dalje kritike benda pojavile su se u Rolling Stoneu i The New York Timesu. Pisac New York Timesa Ann Povers je napisala: "DJ Lethal je koristio svoje gramofonske ploče kao električnu gitaru. John Otto na bubnjevima i Sam Rivers na basu nikada nije ni pokušao da dobije funk zvuk,nego su pratili hip-hop strukturu baziranu na break-beat. Ovaj hibrid bi bio zanimljiviji ako se bend ne bi stalno borio u dosadnim tempovima, i da je gospodin Durst imao talent kao pevač.
U leto 1999, Limp Bizkit je svirao na dugo očekivanom festivalu Voodstock '99 pred oko 200.000 ljudi. U toku i nakon njihovog nastupa dešavali su se akti nasilja, uključujući fanove koji kidaju šperploče sa ograda tokom izvedbe pesme "Break Stuff". Nekoliko seksualnih napada prijavljeno je nakon koncerta. Durst je tokom koncerta izjavio: "Ljudi su povređeni. Ne dozvolite da se neko povredi. Ali mislim da ne biste trebali da se smirite. To je ono što vas je Alanis Morissette naterala da uradite . Ako neko padne, pokupite ih. već smo pustili negativnu energiju. Sada želimo da pustimo pozitivnu energiju. Durst je kasnije izjavio u jednom intervjuu: "Nisam video nikoga da je povređen. To ne vidiš. Kada gledaš u more ljudi i bina je dvadeset stopa u vazduhu i ti nastupaš, i osećaš svoju muziku, kako očekuju da vidimo nešto loše? " Les Klejpul je rekao San Francisko novinaru," Durst je samo bio Durst. Njegov stav je da nijedna štampa nije loša štampa. On to donosi na sebe.”
Durst je video da je bend bio okrivljen za kontroverzu ovog događaja, i odrazio se na kritike oko benda u muzičkom spotu za singl "Re-Arranged", koji je prikazivao članove benda koji primaju smrtne kazne za učešće na koncertima. Video se završio ljutim svedocima koji su gledali kako se bend udavio u mleku dok je izvodio pesmu. Durst je kasnije izjavio da su promoteri Voodstock-a '99 bili krivi što su dovely njegov bend, zbog njihove reputacije ludih koncerata. Uprkos ovoj kontroverzi Significant Other ostao je na prvom mestu na Billboard lestvicama, a bend je bio zvezda večeri tokom Family Values Tour-a te godine. Durst je režirao muzički spot za "N 2 Gether Nov" u kojem je učestvovao Method Man i Pauly Shore, a inspirisala ga je borba inspektora Kluzoa sa svojim batlerom, Katonom Fongom, u filmu Pink Panther.

### Chocolate Starfish and the Hot Dog Flavored Water (2000–01)
Godine 2000, Durst je objavio da će treći studijski album biti pod nazivom Chocolate Starfish and the Hot Dog Flavored Water. Štampa je mislila da se šali o ovom naslovu. Naslov albuma je zamišljen da zvuči kao fiktivni bend; fraza "Čokoladna morska zvezda" odnosi se na ljudski anus, I na Durst-a samog, koji sebe često naziva "šupkom".Borland je doprineo drugoj polovini naslova albuma kada je bend stajao na stajalištu kamiona, gledajući flaše vode sa ukusom, Borland se šalio da u stajalištu kamiona nije bilo vode sa ukusom hot dog-a ili sa mesom.
U junu 2000, Limp Bizkit je nastupio na WKSRK Dysfunctional Family Picnic, ali su zakasnili sat vremena za njihov set. PR Interscope-a je izjavio da je došlo do konfuzije oko početnog vremena seta. Tokom nastupa benda, Durst je kritikovao pevača Creed-a Scotta Stappa, nazivajući ga "egomaniakom". Creedovi predstavnici su kasnije poklonili Durst-u potpisan priručnik za upravljanje gnevom . Tokom leta, turneju Limp Bizkita sponzorisala je kontroverzna usluga deljenja fajlova Napster, radeći besplatne nastupe sa metalnim kavezom kao jedinom stvari koja ih odvaja od publike. Durst je bio otvoreni zagovornik deljenja datoteka. Oni su takođe uradili "Guerrilla Tour", u kojem je bend postavio nezakonite i improvizovane javne nastupe na krovovima i uličicama, a neke je zatvorila policija.
Tokom MTV Video Music Awards, Durst je izveo "Livin 'It Up", pesmu sa nadolazećeg albuma, kao duet sa Christinom Aguilerom. Kao odgovor na nastup, Frontmen Filter-a Ričard Patrik je izjavio da je "Fredov izlazak na scenu sa Kristinom Agilerom nas je sve osramotio." Kao odgovor na negativne reakcije na nastup, Durst je izjavio: "Već sam vam rekao ranije, Sve sam to uradio za “nookie”, čoveče. “
Objavljen 17. oktobra Chocolate Starfish and the Hot Dog Flavored Water postavio je rekord u prvoonedeljnoj prodaji za rock album sa preko milion primeraka prodatih u SAD-u . 400.000 tih prodaja se dogodilo tokom prvog dana, što ga je učinilo najbrže prodavanim rock albumom ikada, rušeći rekord koji je 7 godina držao Pearl Jam's Vs. Chocolate Starfish and the Hot Dog Flavored Water je bio šest puta Multi-Platinum. Album je dobio mešovite kritike, sa pisanjem Allmusic Stephena Thomas Erlevinea, "Durstovo samosažaljenje i monotona muzika odaju da je bend razbio Chocolate Starfish veoma brzo - to je zvuk benda odlučenog da isporuči nastavak u kratkom roku. Pisac Entertainment Veekli David Brovne nazvao ga je najgorim naslovom albuma 2000. godine.
Tokom turneje u Australiji 2001. godine na festivalu Big Day Out u Sidneju, fanovi su započeli mosh pit, a tinejdžerka Jessica Michalik je umrla od gušenja. Na sudu, Durst, koga predstavlja dugogodišnji advokat, Ed McPherson, svedočio je da je upozorio organizatore koncerta Aaron-a Jackson-a, Vill-a Pearce-a i Amar-a Tailor-a, kao i promotera Vivian Lees, na potencijalne opasnosti takve minimalne sigurnosti. Međutim, nakon što je pregledao video snimke i saslušao svedočenje svedoka, mrtvozornik je rekao da je očigledno da je gustina publike bila opasna u vrijeme kada je Limp Bizkit stupio na pozornicu, navodeći da je Fred Durst trebao delovati odgovornije kada je problem postao očigledan. Durst je izjavio da je bio "emocionalno ozleđen" zbog smrti tinejdžerke. Kasnije 2001. godine, brojni hip-hop umetnici, uključujući P. Diddy, Timbaland, Bubba Sparxxx i Everlast, remiksovali su poznate pesme benda u hip-hop verzije dodajući svoje stilove i modifikacije. Album je nazvan New Old Songs.

### Results May Vary (2001–03)
U oktobru 2001. godine, Durst je na bendovoj veb stranici objavio vest da su "Limp Bizkit i Ves Borland prijateljski odlučili da se razdvoje. I Limp Bizkit i Borland će nastaviti da se bave svojom muzičkom karijerom. Durst je takođe naveo da će bend "tražiti najboljeg gitaristu na svetu" da bi zamenio Borlanda.
Nakon što je bend održao audiciju na nacionalnom nivou za novog gitaristu, pod nazivom " Put Your Guitar Where Your Mouth Is", bend je snimao sa gitaristom Snota Mikeom Smithom, ali je kasnije odustao od snimanja sa Smithom. Durst je rekao fanovima da se on posvađao sa Smithom, govoreći: "Mi smo tip ljudi koji ostaju verni našoj porodici i našim instinktima I u svakom trenutku ću delovati na intuiciju u celini. Mike nije bio taj tip. Bilo nam je zabavno svirati sa njim, ali smo uvek znali, u pozadini naših umova, da on nije tamo gde nam je potreban da bude mentalno. "
Nakon snimanja drugog albuma bez Smitha, bend je odbacio nove sesije i sastavio novi album kombinujući pesme sa različitih sesija. Tokom produkcije albuma, radni naslov je promenjen sa Bipolar na Panty Sniffer, i završen je pod nazivom Results May Vary. Pod Dustovim rukovodstvom, album je obuhvatio različite stilove, i imao je obradu benda Who "Behind Blue Eyes", koja se razlikovala od originalnog aranžmana.
U leto 2003. Limp Bizkit je učestvovao na Summer Sanitarium turneji, benda Metallica. Na koncertu u Čikagu, fanovi su bacali predmete i kritikovali Dursta od trenutka kada se pojavio na sceni. Dok je gomila pevala "Fuck Fred Durst" i nastavljala napad na njega, Durst je bacio mikrofon nakon šest pesama i otišao sa pozornice, ali ne pre nego što je izvređao publiku. U više navrata je rekao: "Limp Bizkit je najbolji bend na svetu!" U članku objavljenom u časopisu Sun-Times navodi se da je neprijateljstvo pokrenuo radio voditelj Mancov.
Results May Vary je objavljen 23. septembra 2003. i primio je uglavnom loše kritike. Allmusic kritičar Stephen Thomas Erlevine je napisao o albumu, "muzika nema melodiju, refren ili energiju, i sva pažnja je usmerena na klovna koji skače gore-dole i vrišti ispred, i mnogo pre nego što je album završen, pitate se, kako je, dođavola, ikad uspeo da objavi ovaj nered? " Kritičarka Guardian-a Caroline Sullivan napisala je:" Bar Limp Bizkit ne može biti optužen za stagniranje u rap-rock getu .. Ali Durstovi problemi su uvek prisutni - i da li iko još brine? " Uprkos kritikama, album je bio komercijalni uspeh, dostigavši broj tri na Billboard 200.

### Borlandov povratak, The Unquestionable Truth (Part 1) i raspad benda (2004–08)
U avgustu 2004, Borland se ponovo pridružio Limp Bizkitu, koji je počeo da snima EP The Unquestionable Truth (Part 1). U maju je objavljen album The Unquestionable Truth (Part 1). Sammi Siegler preuzeo je dužnost bubnjanja za bend za veći deo EP-a, koji je sadržavao više eksperimentalni zvuk, koji je kritičar Allmusic Stephen Thomas Erlevine opisao kao "neo-prog alt-metal". Na Durstovom insistiranju, album je objavljen kao underground album, bez ikakve reklame ili promocije. Borland se nije složio sa tom odlukom, sugerišući da je to bila "samo-sabotaža": "Možda je već bio nezadovoljan muzikom, i on nije želeo da ga objavi."
EP je dobio mešovite kritike. Stephen Thomas Erlevine pohvalio je muziku, nazivajući je "korakom u pravom smeru - to je ambicioznije, dramatičnije i agresivnije, izgrađeno na pucanju stihova i zaustavljanju koraka". Međutim, on je smatrao da je bend "zadržan" od strane Dursta, kojeg je nazvao "najneuglednijim, apsurdnim frontmenom u roku." IGN pisac Spence D. slično mu je dao mešovitu recenziju, jer je smatrao da albumu nedostaje pravac, ali je pokazao potencijal za muzički rast benda.
The Unquestionable Truth (Part 1) prodat je u preko 37.000 primeraka širom sveta, dostigavši broj 24 na Billboard 200. Nakon objavljivanja albuma Greatest Hitz, bend je otišao na pauzu. Borland je izjavio da je malo verovatno da će napisati nastavak The Unquestionable Truth (Part 2) i da "Od sada, nijedan od mojih budućih planova ne uključuje Limp Bizkit."

### Okupljanje, Gold Cobra i odlazak iz Interscope-a (2009–11)
Godine 2009. Limp Bizkit se ponovo okupio sa Borlandom kao gitaristom i pokrenuo Unicorns N' Rainbows Tour. Durst je objavio da su počeli snimati novi album, koji je Borland nazvao Gold Cobra. Borland je rekao da naslov nema nikakvo značenje, i da je izabran zato što se uklapa u stil muzike koji je bend pisao za album. Bend je snimio intro koji je napisao Durst i izveo Kissov član Gene Simmons za album, ali pesma je izostala sa albuma. Bend je takođe snimio dodatne pesme "bez albuma", uključujući i "Combat Jazz", u kojem je bio reper Raekwon i "Middle Finger", sa Paulom Wallom. "Shotgun" je objavljen kao singl 17. maja 2011. Pesma je poznata po tome što je Borland odsvirao solo, po čemu bend nije poznat. "Shotgun" je dobio povoljne kritike, sa Artistdirect pisanjem, "['Shotgun'] se oseća kao da se Bizkit približio stilu sa albuma Three Dollar Bill Y'All i Significant Other sa još jednom decenijom instrumentalnog iskustva i virtuoznošću, praveći vrhunsku pesmu. "
Gold Cobra je objavljen 28. juna i primljen je sa pozitivnim kritikama. Stephen Thomas Erlevine iz AllMusic-a je to nazvao "povratkom agresije sa Three Dollar Bill Y'All. Pisac IGN-a Chad Grischov je napisao:" Iako je daleko od njihovog najboljeg rada, Limp Bizkit-ov najnoviji album barem dokazuje da je njihov Greatest Hitz album možda bio preuranjen. " Pisac Metal Hammer-a Terri Bezer procenio je album" Osim čudnog trenutka, Gold Cobra izbacuje odlične pesme koje će vas iznova i iznova terati u mosh pit. Bend je pokrenuo turneju Gold Cobra u znak podrške albumu, a objavljen je i video spot za naslovnu pesmu.Gold Cobra je prodao skoro 80.000 primeraka samo u Sjedinjenim Državama i dostigao broj 16 na Billboard 200, međutim, bend je napustio Interscope nakon objavljivanja albuma.

### Stampede of the Disco Elephants (2012–danas)
U februaru 2012, bend se vratio u Australiju prvi put u 11 godina, da nastupi na Soundwave festivalu. Durst je nastup posvetio Jessici Michalik, koja je umrla tokom nastupa Limp Bizkita na Big Day Out 2001. 24. februara Limp Bizkit je potpisao ugovor sa Cash Money Records, i objavio planove za objavljivanje novog singla, "Ready to Go", sa albuma, Stampede of the Disco Elephants, i EP, The Unquestionable Truth (Part 2). Zbog rastućih tenzija i sukoba između Dursta i kolega Dj Lethal-a i Otta o navodnom kroničnom drogiranju i alkoholizmu, DJ Lethal ljutito je napustio bend.
Dana 26. oktobra 2012, najavljeno je na zvaničnom Twitter nalogu Freda Dursta da je video za prvi Cash Money singl sa Lil Vayne-om, "Ready to Go" trenutno snima. Limp Bizkit je takođe "procurio" novu pesmu na vebu pod nazivom "Lightz (City of Angles)" preko YouTube-a. Bend je snimao njihov sedmi studijski album, Stampede of the Disco Elephants sa producentom Rossom Robinsonom, koji je takođe producirao debi album, Three Dollar Bill, Yall, i njihov album The Unquestionable Truth (Part 1). Album je zakazan za izdanje u julu 2014.
Dana 24. marta 2013. godine, prvi singl sa albuma "Ready to Go" (sa Lil Vayneom) objavljen je na limpbizkit.com, a prateći muzički spot objavljen je 22. jula.
U aprilu 2013, bend je objavio 34 nastupa, 25 u SAD-u. Njihov raspored turneje je uključivao Welcome to Rockville, Carolina Rebellion, Rock Am Ring u Njemačkoj i Rimu.
Novembra, 2013, nova pesma sa albuma, obrada benda Ministry "Thieves" je objavljena od strane benda preko svojih zvaničnih Facebook i Tvitter naloga. 11. decembra bend je izdao novi singl, ranije objavljenu pesmu "Lightz", zajedno sa pratećim muzičkim spotom.
Sledeći singl sa albuma je bio "Endless Slaughter" prvobitno je trebao biti objavljen samo na kasetama i koncertima, počevši od juna 2014. godine u Evropi i kulminirao na Knotfestu u Makuhari Messeu, Tokio, gde je Limp Bizkit nastupio zajedno sa osnivačem festivala Slipknot-om, Korn, Lamb of God, Five Finger Death Punch, Trivium i In Flames, međutim trenutno se može emitovati i preuzeti na zvaničnom sajtu benda.
U oktobru 2014, Fred Durst je otkrio da je bend napustio Cash Money i ponovo postao nezavisan. Odlazak je sproveden prijateljski, a Fred kaže da "Mi zaista volimo pesmu koji smo uradili sa Lil Wayne-om. Mi volimo tu pesmu." (pesma "Readi to Go").
Bend je 2015. počeo sa vestima da je Stampede of the Disco Elephants u završnoj fazi produkcije, ali od 2016. godine nije stigla nijedna vest o objavljivanju albuma. Nekoliko dana kasnije, bend je najavio svoju veliku turneju 2015. godine pod nazivom "Money Sucks" (za koju je Stanislav Lanovoy bio snimatelj), rusku turneju sa 20 datuma koja će se održati tokom oktobra i novembra, proslavljajući 20. godišnjicu Limp Bizkita. Naziv turneje je bio uzdrman teškom ekonomskom situacijom sa kojom se Rusija suočavala u to vreme.
Pre nego što je grupa doputovala u Evropu da prisustvuje nekim emisijama i turneji "Money Sucks" kroz Rusiju, Sam Riversu je dijagnosticirana degenerativna bolest diskova, što ga je sprečilo da bude sa bendom. Kroz Armpit.net forum Sam je dao ovu izjavu, dodajući da će imati operaciju, prateći rehabilitaciju. 23-godišnji nemački basista Samuel Gerhard Mpungu zamenio je Rivers za turneju.
Limp Bizkit je imao nekoliko koncerata u Velikoj Britaniji tokom zime 2016. godine uz Korn, dva najistaknutija nu metal benda iz devedesetih. Kada je u pitanju ova nostalgična turneja, Fred kaže: "Možda ste u životu doživeli mnogo cool koncerata, ali ja vam garantujem da će veče sa Kornom i Limp Bizkitom uvek i zauvek biti vaše omiljeno."
Zbog malog broja informacija i konstantnog odlaganja izdavanja Stampedea, u intervjuu / razgovoru sa podcastom "Neko ko nisam ja", Ves je rekao da Fred "nije sretćan" sa onim na čemu je radio. Prvobitna ideja bila je da se prati duh Beastie Boysovog Paul's Boutique albuma, ali Borland je komentarisao da trenutno ne zna tačno šta je Durstova ideja. Gitarista je rekao da će on (Durst) "nastaviti da radi na nečemu dok ne bude zadovoljan njime, čak i ako to traje godinama i godinama".
DJ Lethal se vratio u bend 17. marta 2018. na festivalu Storm the Gates u Aucklandu, Novi Zeland.

## Stil,uticaji,zaostavština

### Muzika,uticaji
Durst je želeo da Limp Bizkit bude "megaband" koji može preći u što više različitih stilova muzike. Muzika Limp Bizkita je uglavnom opisana kao nu metal,rap metal i rap rock Limp Bizkit su takođe opisani kao alternativni metal, alternativni rock i post-grunge.
Muzika Limp Bizkita je poznata po svojoj "kinetičkoj, mahnitoj energiji". Otto je vešt u bubnjanju u različitim stilovima, od brazilske i afro-kubanske muzike do bebopa i funka. DJ Lethal funkcioniše kao dizajner zvuka za bend, oblikujući njihov zvuk. Prema Lethal-u, "pokušavam da donesem nove zvukove, a ne samo redovne cvrkutave zvukove grebanja... To su sve različite stvari koje još niste čuli. Pokušavam da budem kao još jedan gitarista." Borlandovo sviranje gitare je eksperimentalno i netradicionalno, a poznat je po svojoj kreativnoj upotrebi gitara sa šest i sedam žica. Tri dolar Bill Yall ga karakteriše sviranjem bez trzalice za gitaru, svirajući sa dve ruke, jednom svirajući melodijske note, a drugi svirajući akord progresije. Njegovo sviranje gitare koristi oktavne oblike, i uzburkane, ritmove osmih nota, ponekad praćene guranjem njegovih struna levom rukom, stvarajući udarni zvuk. Borland je takođe koristio nejednako naglašene sinkopirane šesnaeste beleške da bi stvorio dezorijentišući efekat. Pesma "Stuck" koristi pedalu za održavanje u prvoj šipki i prigušuje rifove u drugoj traci.
AllMusic pisac Stephen Thomas Erlevine rekao je da njihov album, Significant Other, sadrži "cvetanje neo-psihodelije " i "vrtloženja žica u najneočekivanijoj pozadini". Bend nije koristio solo do Gold Cobra albuma(osim pesme "Underneath The Gun" sa Results May Vary), međutim, tokom snimanja Significant Other, bubnjar John Otto je izveo produženi solo u sredini pesme "Nobody Like you ". Durstove pesme su često proste ili besne. Veliki deo Durstove inspiracije dolazi od odrastanja i njegovog privatnog života. Pesma "Sour", sa albuma Three Dollar Bill, Yall, inspirisana je Durstovim problemima sa svojom devojkom.Njegov raskid sa njom inspirisao je "Nookie" i "Re-Arranged" sa Significant Other. The Unquestionable Truth (Part 1) se fokusira na ozbiljnije i mračnije teme, uključujući slučajeve katoličke seksualne zloupotrebe, terorizam i slavu.
Bendovi koji su uticali na Limp Bizkit si: The Jesus Lizard, Tomahawk, Dave Matthews Band, Portishead, Mr. Bungle, Sepultura, Ministry, Tool, Primus, Pantera, Minor Threat, Black Flag, Urban Dance Squad, Rage Against the Machine, Korn

### Nagrade i priznanja
Limp Bizkit je nominovan i osvojio nekoliko nagrada.Limp Bizkit je nominovan za tri Grammy nagrade uključujući Best Hard Rock Performance ("Nookie"), najbolji rock album (Significant Other) i Best Hard Rock Performance ("Take A Look Around"). Limp Bizkit je nominovan za 3 američke muzičke nagrade za omiljenog alternativnog umetnika, osvojio jednu od njih 2002. godine.
Godine 1999. bend je osvojio nagradu Maximum Vision na Billboard Music Video Awards-u za njihov video spot "Nookie". Na nagradama Blockbuster Awards za 2000. i 2001. bend je osvojio nagradu Favorite Group (Rock). Te godine je takođe osvojio nagradu MuchMusic za najbolji međunarodni video, u čast njihovog videa za pesmu "Break Stuff". Na nagradama ECHO 2001, bend je osvojio nagradu za najbolji internacionalni metal bend. Dalje se proširujući na dostignuća i popularnost grupe, oni su takođe prva grupa uvrštena u MTV-jev Total Reqest Live "Hall of Fame" 26. maja 2001.

## Diskografija
| Година | Naziv albuma |
| 1997   |              |
| 1999   |              |
| 2000   |              |
| 2003   |              |
| 2005   |              |
| 2011   |              |
| 2021   | en           |

## Članovi
Хронолошки граф

## Literatura
- Devenish, Colin (2000). Limp Bizkit. Macmillan Publishers. ISBN 9781429926546.

## Spoljašne veze
- Zvanični veb-sajt